# Zuid-Afrikaanse parlementsverkiezingen 1994

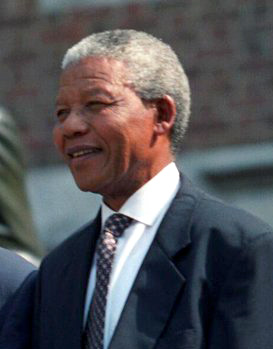
Nelson Mandela

De Zuid-Afrikaanse parlementsverkiezingen van 1994 vonden tussen 26 april en 29 april 1994 plaats. Het waren de eerste multiraciale verkiezingen in de geschiedenis van Zuid-Afrika. De verkiezingen leverden een verpletterende overwinning op voor het Afrikaans Nationaal Congres (ANC) van Nelson Mandela en maakte een einde aan het Apartheidsbewind over het land dat al sinds 1948 bestond.

## Aanloop
In juni 1993 besloten het ANC en de regering onder leiding van staatspresident Frederik Willem de Klerk dat er tussen 26 april en 28 april 1994 parlementsverkiezingen zouden worden gehouden. Dit zouden dan de eerste multiraciale parlementsverkiezingen worden. Tot die tijd werd er een overgangsbestuur aangesteld. De Klerk zou president blijven en de regering zou ook gewoon aanblijven. Elk besluit van de regering moest echter worden voorgelegd aan Uitvoerende Overgangsraad (UOR) die in december 1993 voor het eerst bijeenkwam. Deze raad bestond uit vertegenwoordigers van de voornaamste partijen, w.o. de Nasionale Party, het ANC en het Pan-Afrikaans Congres (PAC), dat besloot het gewelddadig verzet op te geven. Het ANC en de regering waren het er verder over eens dat er een ontwerpgrondwet moest komen die na de verkiezingen zou moeten worden bekrachtigd.
De conservatieve Afrikanerpartijen en de Inkatha Vrijheidspartij, alsook de regering van het thuisland Bophuthatswana, samenwerkend in de Vrijheidsalliantie verzetten zich krachtig tegen de ontwerpgrondwet, die voorzag in een nieuwe administratieve indeling van Zuid-Afrika, welke onder meer voorzag in de opheffing van de traditionele provincies en de thuislanden. De rechtse blanke partijen waren bang dat de positie van de Afrikaners zou worden ondermijnd. De regering en het ANC zetten hun beleid echter gewoon door. De samenwerking tussen de conservatieve partijen was overigens van korte duur: de Vrijheidsalliantie viel al in maart 1994 uit elkaar.

## Opstelling van de voornaamste partijen

### ANC

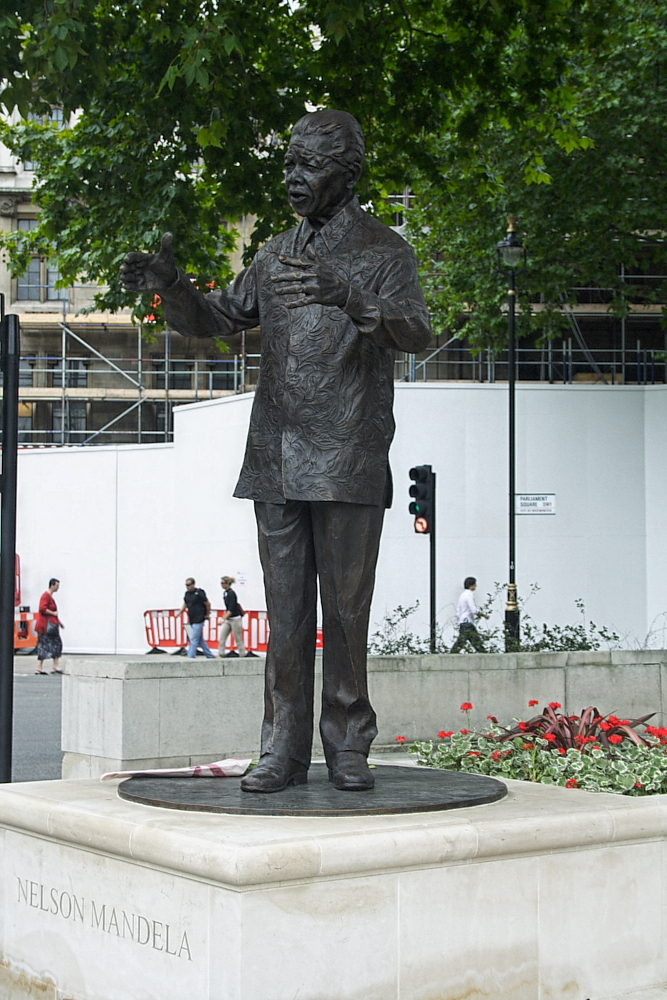
Standbeeld van ANC-leider Nelson Mandela. Hij zat net als veel anti-Apartheidsstrijders jarenlang gevangen. Mandela streefde al zijn hele leven naar een multiraciaal Zuid-Afrika

De populairste partij die aan de verkiezingen zou gaan meedoen was het ANC van Nelson Mandela. Het ANC streeft naar een Zuid-Afrika waar alle volkeren zich thuis zouden voelen. De partij is scherp gekant tegen het Apartheidsbewind en de partij was jarenlang verboden geweest. Veel van haar leiders, w.o. Mandela, zaten vele jaren gevangen. Op economisch gebied streeft de partij naar een sociaaldemocratische economie. De partij onderhield nauwe betrekkingen met de multiraciale Zuid-Afrikaanse Communistische Partij (SACP), waarvan enkele kandidaten op de kieslijst van het ANC werden geplaatst. In feite stond van het begin af aan vast dat het ANC de verkiezingen zou gaan winnen. De vraag was meer hoe groot de overwinning van de partij zal zijn.

### Nasionale Party

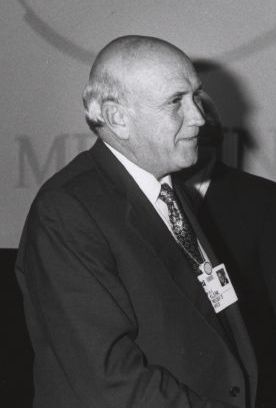
Staatspresident Frederik Willem de Klerk

Deze partij kon rekenen op de steun van de overgrote meerderheid van de Afrikaners. De partij, die jarenlang vasthield aan het Apartheidsmodel, was sinds 1989 in gesprek met het ANC om een einde te maken aan dit model. De leider van de partij, dr. Frederik Willem de Klerk geniet populariteit onder veel Afrikaners. De koerswijziging van de NP leidde echter ook tot veel kritiek onder rechtse Afrikaners die vasthielden aan apartheid of zelfs streefden naar een meer extreme vorm van apartheid (Konserwatiewe Party, Afrikaner Weerstandsbeweging). Deze extremistische partijen weigerden deel te nemen aan de verkiezingen.
De NP kende ook veel aanhang onder de Kleurlingen in de Kaapprovincie. In het verleden ontnamen de NP-regeringen systematisch hun burgerrechten, maar sinds de jaren 80 ging de NP de Kleurlingen als bondgenoten zien.

### Democratic Party
De overwegend uit blanke tegenstanders van apartheid bestaande Democratic Party (DP) werd in 1989 opgericht, maar stond in de traditie van andere blanke liberale partijen, zoals de Verenigde Party en de Progressive Federal Party. De partij kon rekenen op de steun van liberale Afrikaners, Engelstalige blanken en zwarte zakenlieden die vreesden voor het socialisme van het ANC.

### Inkatha Vrijheidspartij
De Inkatha Vrijheidspartij stond te boek als conservatief en belangenbehartiger van de Zoeloes. De IFP was tegenstander van de interimgrondwet en wenste autonomie voor de Zoeloes, de grootste bevolkingsgroep in Zuid-Afrika. Prins Mangosuthu Buthelezi, leider van de partij, was fel tegenstander van apartheid maar een even fel verdediger van de culturele tradities van de Zoeloes. Op 28 maart 1993 openden onbekenden het vuur op een demonstratie van de IFP in Johannesburg. Hierbij kwamen 31 demonstranten om het leven.

### Pan-Afrikaans Congres
Deze afsplitsing van het ANC was altijd voorstander van gewapend verzet geweest, maar zwoer het geweld in 1993 af. De partij is anticommunistisch, socialistisch en nationalistisch. De partij is tegenstander van machtsdeling tussen zwarten en blanken en staat een verenigd Afrika voor.

### Vryheidsfront
De enige conservatieve partij die zich bereid toonde aan de verkiezingen, was het Vryheidsfront van generaal Constand Viljoen. Het VF sprak zich uit tegen apartheid, maar betoont zich een voorstander van een thuisland voor Afrikaners.

## Uitslag
Van 26 t/m 29 april vonden de parlementsverkiezingen plaats die een verpletterende overwinning zorgden voor het ANC. Het ANC behaalde 12.237.655 stemmen, goed voor maar liefst 252 van de 400 zetels tellende Nationale Vergadering (lagerhuis). Het ANC behaalde iets minder dan de voorgeschreven 2/3 meerderheid om een eenpartijregering te vormen. Op enorme afstand kwam de NP met 82 zetels (20,39%). Het NP werd in de nieuwe provincie West-Kaap met 59% zelfs de grootste partij. Dit was niet zozeer te danken aan het blank, Afrikaner, electoraat, maar vooral dankzij de Kleurlingen die massaal hun stem uitbrachten op de NP. De Inkatha Vrijheidspartij van Buthelezi werd de derde partij van het land met 10,54% van de stemmen.
| Partij | Partij                                                           | stemmen    | %      | zetels |
| ------ | ---------------------------------------------------------------- | ---------- | ------ | ------ |
|        | Afrikaans Nationaal Congres                                      | 12.237.655 | 62,65% | 252    |
|        | Nasionale Party                                                  | 3.983.690  | 20,39% | 82     |
|        | Inkatha Freedom Party                                            | 2.058.294  | 10,54% | 43     |
|        | Vryheidsfront                                                    | 424.555    | 2,17%  | 9      |
|        | Democratic Party                                                 | 338.426    | 1,73%  | 7      |
|        | Pan Africanist Congress                                          | 243.478    | 1,25%  | 5      |
|        | African Christian Democratic Party                               | 88.104     | 0,45%  | 2      |
|        | African Muslim Party                                             | 34.466     | 0,18%  |        |
|        | African Moderates Congress Party                                 | 27.690     | 0,14%  |        |
|        | Dikwankwetla Party of South Africa                               | 19,451     | 0,10%  |        |
|        | Federal Party                                                    | 17.663     | 0,09%  |        |
|        | Minority Front                                                   | 13.433     | 0,07%  |        |
|        | Sport Organisation for Collective Contributions and Equal Rights | 10.575     | 0,05%  |        |
|        | African Democratic Movement                                      | 9.886      | 0,05%  |        |
|        | Women's Rights Peace Party                                       | 6.434      | 0,03%  |        |
|        | Ximoko Progressive Party                                         | 6.320      | 0,03%  |        |
|        | Keep It Straight and Simple Party                                | 5.916      | 0,05%  |        |
|        | Workers' List Party                                              | 4.169      | 0,02%  |        |
|        | Luso-South African Party                                         | 3.293      | 0,02%  |        |
| Totaal | Totaal                                                           | 19.533.498 | 100%   | 400    |

## Verkiezingen Provinciale Raden
In dezelfde periode als de parlementsverkiezingen werden gehouden, werden er ook verkiezingen gehouden voor de provinciale raden van de negen nieuwe provincies. Deze verkiezingen werden overtuigend gewonnen door het ANC, dat in totaal 266 zetels verwierf. De Nasionale Party van De Klerk volgde op ruime afstand met 82 zetels. Andere partijen die zetels in wacht sleepten waren de IFP (44), het VF (14), de DP (12), het PAC (3), de ACDP (3) en het MF (1).

## Nasleep: een nieuwe regering
Na de verkiezingen werd op 10 mei 1994 Nelson Mandela (ANC) beëdigd tot president van Zuid-Afrika. Vicepresidenten werden Frederik Willem de Klerk (NP) en dr. Thabo Mbeki (ANC). Mandela werd leider van een regering van nationale eenheid bestaande uit 27 ministers, waarvan er 18 behoorden tot het ANC, 6 tot de NP en 3 tot de Inkatha Vrijheidspartij. Voorts traden 39 onderministers tot het kabinet toe, w.o. Winnie Mandela, de toenmalige echtgenote van Nelson Mandela.